# Peristedion paucibarbiger
Peristedion paucibarbiger is een  straalvinnige vissensoort uit de familie van pantserponen (Peristediidae). De wetenschappelijke naam van de soort is voor het eerst geldig gepubliceerd in 1984 door Castro-Aguirre & Garcia-Domínguez.